# Ураган (Івано-Франківськ)
Народний футбольний клуб «Ураган» Івано-Франківськ — український футзальний клуб з міста Івано-Франківська, дворазовий чемпіон, чотириразовий володар Кубку України. Заснований 25 жовтня 2002 року.

## Історія
Офіційна дата створення НФК «Ураган» — 25 жовтня 2002 року. Однак презентація «Урагану» і професійного футзалу в обласному центрі відбулася 30 листопада перед початком першої календарної домашньої ліги проти київського «Метрополітену». Ініціатором та співзасновником клубу є ВАТ «Прикарпаттяобленерго», а також міська влада та УМВС України в Івано-Франківській області. Поштовхом до створення команди став один з турнірів, постійним учасником в яких віддавна була міні-футбольна команда ВАТ «Прикарпаттяобленерго».
В рік дебюту у Першій лізі (Західна зона) команда зайняла 8-е місце, а в наступному сезоні 2003-04 рр. «Ураган» під керівництвом Юрія Костишина і Сергія Ожегова вийшов до фіналу Кубка Ліги, ставши переможцем чемпіонату Першої ліги у Західній зоні. За підсумками фінальних ігор команда зайняла 1-ше місце, ставши чемпіоном України серед команд першої ліги і завоювала путівку до вищої ліги. У вересні 2003 року при НФК «Ураган» створена дитячо-юнацька секція з футзалу, в якій під керівництвом тренерів Володимира Слободяна та Івана Данилишина почали займатися юнаки 1990–1995 років народження.
У прем'єрному сезоні 2004-05 рр. «Ураган» став найкращим дебютантом вищолігової першості, зумівши фінішувати на п'ятому місці, а Валентин Цвелих став найкращим бомбардиром чемпіонату України, забивши в 26 матчах 44 голи.
У сезоні 2005-06 рр. «Ураган» після перемоги у 10-му турі над луганським ЛТК (3:1) вперше в історії очолив турнірну таблицю чемпіонату, потім довший час залишався у трійці лідерів, однак наприкінці сезону поступився безпосереднім конкурентам та завершив свій другий чемпіонат у вищій лізі на підсумковому сьомому місці.
У сезоні 2006-07 рр. «Ураган» фінішував на восьмому місці, поступившись лише двома очками шостій команді за підсумками першого етапу.
Сезон 2007-08 рр. вийшов найгіршим в історії «Урагану»: команда вибула з Кубку України на стадії чвертьфіналу, а чемпіонат завершила на дев'ятому місці. В обох випадках «ураганівці» пропустили поперед себе незручного суперника — луганський ЛТК.
У сезоні 2008-09 рр. «Ураган» повторив своє найвище досягнення у вищій лізі, фінішувавши на п'ятому місці, хоча зберігав реальні шанси поборотися за «бронзові» нагороди.
Здобути комплект нагород за підсумками чемпіонату 2009-10 рр. «Урагану» так і не вдалось. У підсумку, лише — четверте місце, з відставанням від «бронзового» призера — львівської «Енергії» — лише на три очки. У Кубку України івано-франківці у серії післяматчевих пенальті поступилися луганському ЛТК — знову у чвертьфіналі.
У сезоні 2010-11 рр. «Ураган» вперше в своїй історії став чемпіоном України, перемігши у фінальній серії плей-оф свого найзатятішого суперника — львівську «Енергію-Тайм». А у Кубку України команда дійшла до «Фіналу чотирьох», де у півфіналі поступилась «Енергії-Тайм».
У наступному сезоні команда дебютувала у Кубку УЄФА, де з першої спроби пройшла у елітний раунд. В кожному з трьох наступних сезонів клуб боровся за чемпіонство, але 
Сезон 2011-12 рр. івано-франківці розпочали з перемоги у Суперкубку України, перегравши володаря національного Кубка - львівську Енергію. Далі був дебют у Кубку УЄФА, де франківці з першої спроби пройшли у елітний раунд. У чемпіонаті України Ураган завоював бронзові нагороди. А на шляху до фіналу Кубка України знову поступився «енергетикам» - цього разу у серії післяматчевих пенальті. 
У сезоні 2012-13 рр. «Ураган» став віце-чемпіоном України. У фінальній серії плей-оф у вирішальному п'ятому матчі івано-франківці у серії післяматчевих пенальті поступилися харківському «Локомотиву».
Регулярний чемпіонат сезону 2013-14 рр. «Ураган» завершив третім. Наприкінці 2013 року стало відомо, що ПАТ «Прикарпаттяобленерго» зменшує свій партнерський пакет на 70%. У півфінальній серії до двох перемог у Черкасах за післяматчевими шестиметровими поступився путівкою до фіналу майбутньому переможцю - «Локомотиву» (Харків). У серії за 3-є місце «дракони» двічі були сильнішими за «Єнакієвець» і вдруге в історії здобули бронзовий комплект нагород.
Фінансування клубу на сезон 2014-15 рр. було зменшено на 60% і з команди пішли практично усі гравці основи. В основну команду були переведені гравці першолігового фарм-клубу «Ураган-2», а головним тренером було призначено керманича другої команди Івана Скіцка. Не зважаючи на такі значні зміни, клуб зумів посісти 4-те місце в екстралізі, але вилетів в 1/8 фіналу Кубка.
У двох наступних сезонах «Ураган» за підсумками регулярного чемпіонату проходив у плей-оф Екстраліги, але вилітав на стадії 1/4 фіналу і, так само, на ранніх стадіях залишав розіграш Кубка України (1/4 фіналу і 1/8 фіналу).

## Назва
Неофіційною назвою провідної команди краю — «Прикарпаття» — у вболівальницьких колах вже віддавна є інша — «Ураган». Вона прижилася і пройшла випробування часом. Наприкінці 90-х саме так іменувалися симпатики «Прикарпаття». Їхній фан-клуб теж мав назву «Ураган». Ідея запозичити саме цю назву належала голові правління ВАТ «Прикарпаттяобленерго» Олександру Бубену і його друзям — справжнім шанувальникам футболу — і, зокрема, футзалу і не менш палким уболівальникам. Хоча попервах планували наректи колектив «Станіслав», як, власне, його попередника (Станіслав — назва Івано-Франківська до 1962 року). Відтоді повна назва клубу звучить саме так — Народний футбольний клуб «Ураган».

## Ідея створення
Ідея створення команди була наслідком певних факторів. Таких факторів, на думку президента клубу Олександра Бубена, було декілька. По-перше, це корпоративний фактор, оскільки в українських енергетиків вже на той час були дві команди — чернігівська та львівська «Енергії». Саме правлінням «Львівобленерго» у 2001 році було прийняте рішення підтримати створення в Івано-Франківську професійного міні-футбольного клубу з досить цікавою назвою — народний футбольний клуб «Ураган». Другим став особистісний фактор, що відіграв певну роль, оскільки у керівництво компанії прийшли люди, які раніше займалися футболом і дуже любили цю гру. Крім, власне, самого Олександра Бубена, це його заступник Василь Костюк, а також генеральний директор Микола Чернявський.
На час створення міні-футбольної команди був також і політичний фактор. Тоді Івано-Франківською ОДА було визначено спонсорів головної ігрової команди області — «Спартака». «Ми вирішили шукати альтернативу, яка б надала право заявити людям про спортивний проект, що буде прославляти наше місто і область на всеукраїнському рівні, не нижчому, аніж це робить великий футбол і зокрема головна футбольна команда області», — продовжує Олександр Бубен. — Ось тоді й відбулося створення НФК «Ураган» і, власне, міні-футболу в Івано-Франківську. Вважаю, що за цей час ми зуміли досить потужно розвинути цей вид спорту на Прикарпатті і продовжуємо це робити і надалі".

## Досягнення
| Україна Чемпіонат Вища ліга / Екстра-ліга : 01 ! Чемпіон ( 2 ): 2010—2011 , 2020—2021 . 02 ! Срібний призер ( 3 ): 2012—2013 , 2018—2019 , 2022—2023 . 3 ! Бронзовий призер ( 4 ): 2011—2012 , 2013—2014 , 2019—2020 , 2023 — 2024 Перша ліга : 01 ! Чемпіон ( 1 ): : 2003—2004 . Кубок Володар ( 4 ): 2018–2019 , 2019–2020 , 2023–2024 , 2024–2025 . Фіналіст ( 1 ): 2017–2018 . Суперкубок Володар ( 2 ): 2011, 2019. Кубок ліги Володар ( 1 ): 2018 . Фіналіст ( 1 ): 2003—2004 . |  | - Кубок Галичини: - Переможець (4): 2005, 2008, 2009, 2010. - Срібний призер (2): 2003, 2004. - Кубок Визволення: - Переможець (1): 2008. - Lviv Open Cup: - Переможець (1): 2017. - Срібний призер (2): 2014, 2016. - Beskidy Futsal Cup: - Срібний призер (2): 2011, 2012. - Бронзовий призер (1): 2010 - Кубок Свободи: - Переможець (2): 2015, 2017. - Бронзовий призер (1): 2014 - Покрова - наша мати!: - Переможець (1): 2014. - Кубок Карпат: - Переможець (1): 2007. - Міжнародний турнір ім. Водяна (м. Одеса) - Срібний призер (2): 2003, 2016. - Міжнародний турнір, присвячений 10-літтю МФК «Борисов-900» - Бронзовий призер (1): 2011. |  | - Команда року на Прикарпатті: 2021 |

## Рекордсмени клубу

### Гравці з найбільшою кількістю голів
Станом на 16 червня  2024 року
| #  | Фото | Ім'я            | Період                        | Чемпіонат | Кубок+Суперкубок | Кубок ліги | Єврокубки | Всього |
| -- | ---- | --------------- | ----------------------------- | --------- | ---------------- | ---------- | --------- | ------ |
| 1  |      | Валентин Цвелих | 2003-2005 2006–2007 2008–2012 | 150       | 23+1             | 14         | 3         | 191    |
| 2  |      | Андрій Сімка    | 2002-2015 2016-2018           | 136       | 17               | 5          | 3         | 161    |
| 3  |      | Артем Фаренюк   | 2018-2024                     | 115       | 14+1             | 0          | 7         | 137    |
| 4  |      | Петро Шотурма   | 2009-2014 2016-2018, 2022-н.ч | 76        | 20               | 0          | 6         | 102    |
| 5  |      | Даниїл Абакшин  | 2018-2023                     | 76        | 12+1             | 0          | 6         | 95     |
| 6  |      | Роман Ярий      | 2002-2012                     | 71        | 16               | 7          | 0         | 94     |
| 7  |      | Юрій Сендецький | 2002-2009                     | 71        | 8                | 0          | 0         | 79     |
| 8  |      | Ігор Корсун     | 2014-2018, 2022-2024          | 64        | 12               | 0          | 0         | 76     |
| 9  |      | Євгеній Валенко | 2007-2014                     | 66        | 9                | 0          | 0         | 75     |
| 10 |      | Микола Микитюк  | 2016-2023                     | 59        | 4                | 0          | 4         | 67     |

### Гравці з найбільшою кількістю матчів
Станом на 16 червня 2024 року
| #  | Фото | Ім'я             | Період                         | Чемпіонат | Кубок+Суперкубок | Кубок ліги | Єврокубки | Всього |
| -- | ---- | ---------------- | ------------------------------ | --------- | ---------------- | ---------- | --------- | ------ |
| 1  |      | Роман Кіндратів  | 2003-2018                      | 365       | 44+1             | 12         | 6         | 428    |
| 2  |      | Андрій Сімка     | 2002-2015 2016-2018            | 316       | 34+1             | 12         | 3         | 366    |
| 3  |      | Роман Ярий       | 2002-2012                      | 240       | 34               | 12         | 0         | 284    |
| 4  |      | Петро Шотурма    | 2009-2014 2016-2018, 2022-н.ч. | 233       | 31+1             | 0          | 10        | 275    |
| 5  |      | Євгеній Валенко  | 2007-2014                      | 191       | 25+1             | 0          | 3         | 218    |
| 6  |      | Артем Фаренюк    | 2018-н.ч.                      | 163       | 25+2             | 0          | 11        | 201    |
| 7  |      | Валентин Цвелих  | 2003-2005 2006–2007 2008–2012  | 156       | 23+1             | 12         | 4         | 196    |
| 8  |      | Максим Павлюк    | 2007-2011 2012–2014            | 172       | 25               | 0          | 0         | 195    |
| 9  |      | Олег Іжаковський | 2002-2011                      | 154       | 20               | 11         | 0         | 185    |
| 10 |      | Роман Кордоба    | 2011-2014, 2018-2022           | 147       | 22+3             | 0          | 11        | 183    |

## Ювілейні голи

### У чемпіонатах України
на 27 квітня 2020 року
| Гол  | Футболіст                           | Суперник                 | Рахунок | Дата            |
| ---- | ----------------------------------- | ------------------------ | ------- | --------------- |
| 1    | Роман Кіндратів                     | «Інтеркас» (г)           | 1:5     | 14 серпня 2004  |
| 100  | Павло Химяк                         | «Інтеркас» (д)           | 2:3     | 18 вересня 2005 |
| 200  | Валентин Цвелих (дубль, 1-й гол)    | «Будівел» (д)            | 5:3     | 29 жовтня 2006  |
| 300  | Сергій Литвиновський (автогол)      | «Контингент» (г)         | 4:1     | 14 вересня 2008 |
| 400  | Валентин Цвелих (6 голів, 4-й гол)  | «ПФС» (г)                | 6:2     | 31 жовтня 2009  |
| 500  | Валентин Цвелих (хет-трик, 3-й гол) | «ПФС» (г)                | 11:3    | 26 вересня 2010 |
| 600  | Петро Шотурма                       | «Енергія-Тайм» (г)       | 10:3    | 4 червня 2011   |
| 700  | Павел Будняк                        | «Кардинал-Рівне» (д)     | 1:0     | 25 січня 2013   |
| 800  | Роман Кордоба                       | «Кардинал-Рівне» (д)     | 5:2     | 15 січня 2014   |
| 900  | Михайло Зварич (дубль, 2-й гол)     | «Спортлідер+» (д)        | 4:2     | 2 квітня 2015   |
| 1000 | Ігор Корсун                         | «Локомотив» (Харків) (д) | 3:7     | 25 березня 2017 |
| 1100 | Юрій Когут (дубль, 1-й гол)         | «ІнБев/НПУ» (д)          | 8:1     | 9 лютого 2019   |
| 1200 | Сергій Коваль                       | «ІнБев» (г)              | 3:5     | 16 лютого 2020  |
| 1300 | Даниїл Абакшин (2 гол)              | VIVA CUP (г)             | 8:3     | 19 березня 2021 |
| 1400 | Олександр Дичук                     | «Кардинал-Рівне» (г)     | 5:4     | 1 жовтня 2022   |

## Цікаві факти
- Офіційним символом клубу є дракон на ім'я Уракоша. На початку 2011 року було проведено конкурс на найкращий талісман клубу[13]. Серед 11 варіантів[14] було обрано саме дракона. Офіційно Уракоша був представлений 13 грудня 2011 року[15]. Розробником талісману є Ігор Олійник з Полтави[16]. Уракоша став першим талісманом футзальної команди в Україні[17].

## Головні тренери
| - Юрій Костишин (листопад 2002 — 19 грудня 2006) - Тарас Вонярха (19 грудня 2006 — 29 лютого 2008) - Владислав Корнєєв (в.о.) (29 лютого - 24 травня 2008) - Сергій Гупаленко (17 червня 2008 - 5 червня 2014) - Івана Скіцко (5 червня 2014 - 13 лютого 2017) - Максим Павленко (14 лютого 2017-2024 - 🇺🇦 Юрій Іванишин |

## Символіка клубу

### Емблема клубу
Про сенс емблеми розповіла один з її авторів Олена Вінтоняк: «Ми розглядали багато варіантів клубної емблеми. Назва «Ураган» вже сама по собі задає тон. З одного боку, ураган - це стихія. З іншого, після нього все старе відходить, залишаючи місце новому. В цьому й закладено зміст. Постійний рух символізують направляючі та заокруглені елементи букви «У», з якої починається назва клубу. М'яч наче влітає у сітку воріт. На логотипі також присутня повна назва. Вона скромна, не відволікає увагу.»

### Гімн клубу
Офіційний гімн клубу під назвою «„Ураган“ - чемпіон!» вперше пролунав 3 квітня 2004 року у перерві домашнього матчу проти МФК «Рівне». Слова до нього написав незмінний прес-аташе клубу Олег Ланяк, автор текстів пісень івано-франківських виконавців, зокрема гурту «Фантом-2». До творчого тандему долучився лідер гурту «Ґринджоли» Роман Калин.
«Ураган» - чемпіон! «Ураган» - чемпіон!

«Ураган» - чемпіон! – гукає стадіон!

Гра п’ять на п’ять – міні - футбол

Приходьте всі кричати «гол»  

Давайте будем уболівати

Бо ми йдемо перемагати!

Це – «Ураган», наш «Ураган»!

Приспів

Гострі моменти, атаки, голи,

Штанги, «дев’ятки», підкати, фоли,

А як не фартить – ми благаємо Бога

«допоможи, треба нам перемоги».

Прикрі поразки проходять відразу,

Бо в боротьбі забуваєш образу.

Скандують фанати, б’ють в барабани,-

Це – наша команда! Вперед, «Урагане»!

Це - «Ураган», наш «Ураган»!

Приспів

Оле – оле – оле – у - раган – ураган,

Оле – оле – оле – у - раган – ураган.
(Слова Олега Ланяка, музика - гурт Ґринджоли)

## Усі легіонери в історії клубу
| - Біро Жаде - Сержао - Ренатіньо - Карліньос - Мукадо - Леандріньо | - Ділву - Роніньо - Морено - Луїз Негао - Додо - Павел Будняк |

### Відеофрагменти
- УРАГАН - чемпіон 2011 (фільм про чемпіонство команди) на YouTube